# اتحاد الكتاب الجزائريين
اتحاد الكتاب الجزائريين، منظمة غير حكومية جزائرية تهتم بشؤون الكتّاب وتخضع لقانون الجمعيات في الجزائر 2012/06.

## التاريخ

### البداية
تأسس اتحاد الكتاب الجزائريين في 28 أكتوبر 1963 عندما أطلقت مجموعة من الكتاب الجزائريين غداة الاستقلال أول نقاش حول ملف الثقافة في الجزائر على أعمدة جريدة المجاهد وقد شارك في هذا الحوار الكثير من المثقفين من لغات الإبداع الثلاثة في الثقافة الجزائرية: العربية والأمازيغية والفرنسية، ومن كل التيارات الفكرية والسياسية لينتهي هذا النقاش بطرح فكرة إنشاء اتحاد الكتاب الجزائريين.
ضم اتحاد الكتاب الجزائريين في موسم 63/64 الكتاب  باللغة الفرنسية، وقاطعه الكتاب باللغة العربية، ثم ما لبث أن هجره أغلب الكتاب ولم يبق فيه سوى رئيسه مولود معمري.

### الانطلاقة
في سنة 1972  م بادرت مجموعة من الكتاب الشباب أمثال أحمد حمدي وجروه علاوه وهبي وعبد العالي رزاقي ويوسف سبتي وجاك سيناك وآخرين إلى تنظيم ملتقى في قسنطينة وطالبوا بإنشاء تنظيم لتمثيل الكتاب باللغتين: العربية والفرنسية وقد استجاب حزب جبهة التحرير الوطني للفكرة ونظم لقاءً تم على إثره تأسيس اتحاد الكتاب الجزائريين من جديد سنة 1973  م ، حيث تولى مالك حداد الأمانة العامة وضمت الأمانة كل من الدكتور عبد الله الركيبي والدكتور عبد الله شريط والدكتور الراحل الجنيدي خليفة والأديبة زهور ونيسي والشاعر محمد الأخضر السائحي. وقد استقبلهم الرئيس هواري بومدين بالمرادية.

### الأعضاء المؤسسين
- بشير حاج علي
- أحمد طالب الإبراهيمي
- مفدي زكرياء
- مولود معمري
- محمد العيد آل خليفة
- جان سيناك
- قدور محمصاجي
- محمد الميلي
- مالك حداد
- عبد الرحمن الجيلالي
- بوعلام خلفة
- توفيق المدني
- هنري عليق
- الجنيدي خليفة
- مراد بوربون
- كاتب ياسين
- مصطفى تومي
- عبد الله شريط
- صالح خرفي ـ
- محمد صالح رمضان
- أحمد صفطة
- جمال عمراني
- العادي فليسي
- نادية قندوز
- فضيلة مرابط

### أعضاء أول مكتب لاتحاد الكتاب الجزائريين
- مولود معمري رئيسا
- جان سيناك أمينا عاما
- قدور محمصاجي مساعدا للأمين العام[2]

## المقر
كانت مكتبة النهضة أول مقر لاتحاد الكتاب الجزائريين قبل أن ينتقل بعد ذلك إلى شارع بومنجل وهو اليوم مقر المركز الثقافي الإسلامي، أما حاليا فيقع مقر اتحاد الكتاب الجزائريين بـ88 شارع ديدوش مراد، العاصمة.

## الرؤساء
- مولود معمري (1963 – 1973 م)
- مالك حداد (1973 – 1978 م)
- أبو القاسم خمار (عهدتين)(1978 – 1981 م)
- العربي الزبيري (عهدتين) (1981 – 1987 م)[3]
- أبو القاسم خمار (لعهدة جديدة)
- رشيد بوجدرة (1987 – 1990 م)
- أبو عمران الشيخ (1995 – 1996 م)[4]
- عز الدين ميهوبي (عهدتين): (مارس 1998 - ديسمبر 2001 – 2005).
- عبد العزيز غرمول(2005 – 2008 م)
- يوسف شقرة عهدتين: (2009 – 2015 م و2015 – 2020 م)

## الطبيعة القانونية
بعد تأسيسه كان الاتحاد تابعا كغيره من المنظمات الجماهيرية لحزب جبهة التحرير الوطني وبعد التعددية أصبح خاضعا لقانون الجمعيات 2012/06، إلا أنه يعتبر بالمقابل مؤسسة دولية لها صلاحية تمثيل الجزائر في المحافل الأدبية والثقافية وكذا عقد الاتفاقات الدولية بينها وبين الاتحادات الموازية. ويعتبر اتحاد الكتاب الجزائريين عضوا في المكتب الدولي لاتحاد كتاب إفريقيا وأيضا عضوا في الاتحاد العام للكتاب والأدباء العرب.

## النشاطات والاصدارات
ينشط اتحاد الكتاب الجزائريين من خلال فروع ولائية بشرف عليها أعضاء مكاتب منتخبون يكلفنون بمهمة إقامة نشاطات ثقافية دورية والاشراف على إصدارات أدبية وفكرية. ومن بين إصدارات الاتحاد مجلة الكاتب، مجلة رؤى الصادرة عن فرع بسكرة، مجلة أقلام الصادرة عن فرع العاصمة، بالإضافة إلى إقامة ملتقيات فكرية ومنتديات أدبية على غرار ملتقى مزغنة للابداع الفكري والأدبي ومنتدى وجهات نظر للابداع الأدبي.

## الانتقادات والجدل
يواجه اتحاد الكتاب الجزائريين انتقادات كبيرة في الوقت الحالي بسبب صراعات سياسية وجهوية بين الكتاب على رئاسة الاتحاد أدت إلى تقويض دوره 